# Taeniurops meyeni
La raya redonda o raya en abanico, (Taeniurops meyeni) es una especie de raya de la familia Dasyatidae, que se encuentra en las aguas cercanas a la costa del Indo-Pacífico tropical, así como en las islas del Pacífico oriental. Vive en el fondo de lagunas, estuarios y arrecifes, generalmente a una profundidad de 20-60 m (66-197 pies). Con 1,8 m (5,9 pies) de diámetro, esta gran raya se caracteriza por un disco grueso y redondeado en la aleta pectoral, cubierto de pequeños tubérculos en la parte superior, y una cola relativamente corta con un pliegue profundo en la aleta ventral. Además, tiene un patrón moteado claro y oscuro variable pero distintivo en su superficie superior, y una cola negra.
Generalmente nocturna, la raya redonda puede ser solitaria o gregaria y es una activa depredadora de pequeños moluscos bentónicos, crustáceos y peces óseos. Es vivípara aplacentaria, y los embriones se alimentan del vitelo y, posteriormente, del histótrofo («leche uterina») segregado por la madre; nacen hasta siete crías a la vez. Aunque no es agresiva, si se la provoca se defiende con la espina venenosa de su cola, y ha sido responsable de al menos una muerte. Es apreciada por los buceadores ecoturísticos y los pescadores recreativos. Esta especie de reproducción lenta está amenazada por la pesca comercial, tanto dirigida como accidental, y la degradación del hábitat en gran parte de su área de distribución. Por ello, la Unión Internacional para la Conservación de la Naturaleza (UICN ) la ha clasificado como Vulnerable.

## Taxonomía y filogenia
Como Taeniurops meyeni, la raya de cola redonda fue descrita por los biólogos alemanes Johannes Peter Müller y Friedrich Gustav Jakob Henle en su Systematische Beschreibung der Plagiostomen, de 1841, basándose en dos sintipos recogidos en Mauricio. Sin embargo, esta especie es más conocida bajo el nombre de Taeniura melanospilos, que fue aplicado por el ictiólogo holandés Pieter Bleeker a un espécimen juvenil de Java, en un volumen de 1953 de la revista científica Natuurkundig Tijdschrift voor Nederlandsch Indië.
Otros nombres comunes para la raya de cola de cinta redonda incluyen raya manchada de negro, raya manchada de negro, raya manchada de negro, raya de cola de abanico, raya de cola de abanico, raya gigante de arrecife y raya moteada. En Australia, es una de las varias especies a las que se hace referencia como "raya toro". Una minoría de autores sitúa a esta especie con las rayas de río de la familia Potamotrygonidae. El examen morfológico preliminar ha sugerido que la raya redonda está más relacionada con Dasyatis e Himantura del Indo-Pacífico que con la raya congénere de manchas azules (Taeniura lymma), que está más cerca de los anfibios americanos Styracura (S. pacifica y S. schmardae) y de las rayas de río.

## Etimología
La raya recibe su nombre en honor de Franz Julius Ferdinand Meyen (1804-1840), médico y botánico, que recolectó o suministró los especímenes tipo.

## Descripción

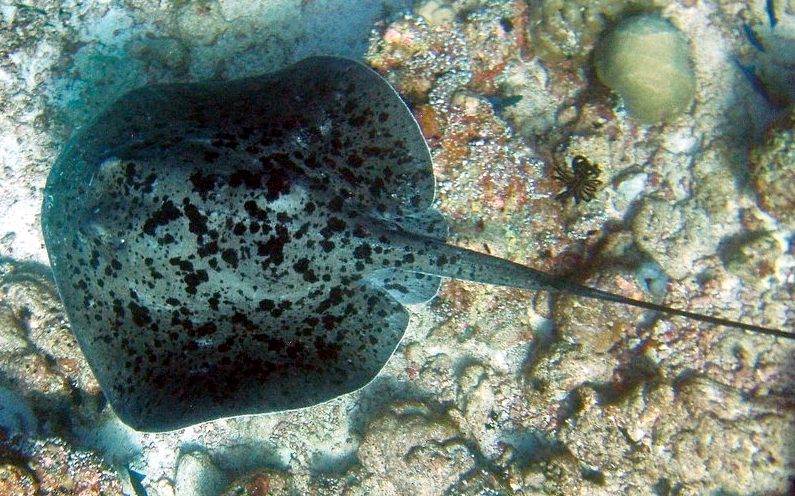
Los rasgos característicos de la raya redonda son su disco redondeado y grueso y su coloración moteada.

La raya de cola redondeada tiene un grueso disco de aleta pectoral más ancho que largo, con un margen exterior suavemente redondeado. Los ojos son de tamaño medio y van seguidos de espiráculos más grandes. Hay una cortina corta y ancha de piel entre las fosas nasales ovaladas, con un margen posterior finamente bordeado. La boca es ancha y curvada, con leves surcos en las comisuras. Hay una fila de siete papilas en el suelo, con el par más externo más pequeño y separado de los demás. Hay 37-46 filas de dientes en la mandíbula superior y 39-45 filas de dientes en la mandíbula inferior. Los dientes son pequeños con un surco profundo a través de la corona y están dispuestos en un denso patrón de quincunce en superficies aplanadas.
Las aletas pélvicas son pequeñas y estrechas. La cola es relativamente corta, no excede la anchura del disco, y lleva una (raramente dos) espina larga y dentada en la superficie superior. La base de la cola es ancha; pasada la espina, la cola se adelgaza rápidamente y presenta un profundo pliegue en la aleta ventral que se extiende hasta la punta de la cola. La superficie superior del disco y la cola están rugosas por una cubierta uniforme de pequeños gránulos muy espaciados. También hay una hilera de tubérculos afilados en la línea media del dorso, con dos hileras más cortas a su lado. El primero de estos tubérculos se desarrolla a una longitud de unos 46 cm (18 pulgadas), sobre los «hombros» y en la única fila de la línea media.
La coloración dorsal es de gris claro a oscuro, marrón grisáceo o violáceo, haciéndose más intensa hacia los márgenes de las aletas, con un patrón muy variable de moteado irregular más oscuro y motas o rayas blancas. La cola más allá de la espina dorsal, incluido el pliegue de la aleta, es uniformemente negra, mientras que la parte inferior es de color blanco cremoso con márgenes de las aletas más oscuros y puntos adicionales. Las rayas jóvenes tienen una coloración más lisa que las adultas. La raya de cola redonda, una de las especies de raya más grandes, puede llegar a medir 1,8 m (5,9 pies) de ancho, 3,3 m (11 pies) de largo y pesar 150 kg (330 lb).

## Distribución y hábitat

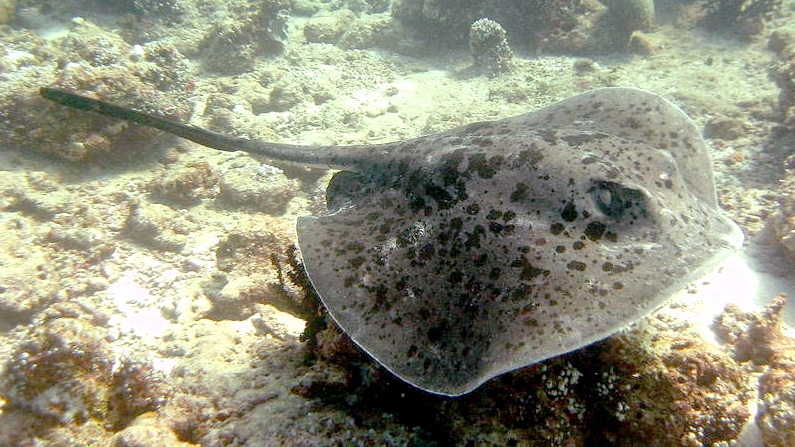
La raya redonda frecuenta las zonas arenosas cercanas a los arrecifes de coral.

La raya redonda tiene una amplia distribución en la región Indo-Pacífica: Se encuentra desde KwaZulu-Natal en Sudáfrica hacia el norte a lo largo de la costa de África Oriental hasta el Mar Rojo, incluyendo Madagascar y las Mascareñas; desde allí, su área de distribución se extiende hacia el este a través del subcontinente indio hasta el sudeste asiático y Micronesia, llegando tan al norte como Corea y el sur de Japón, y tan al sur como Australia, donde se encuentra desde al menos Ningaloo Reef frente a Australia Occidental hasta la isla Stradbroke frente a Queensland, incluyendo la isla Lord Howe.  En la parte más oriental de su área de distribución, se ha informado de su presencia en la Isla del Coco y las Islas Galápagos, con individuos que posiblemente se hayan dispersado hasta América Central.
Habitante del fondo, la raya redonda se encuentra normalmente cerca de la costa, a una profundidad de 20-60 m (66-197 pies), aunque se ha descrito en cualquier lugar desde la zona de oleaje hasta una profundidad de 439 m (1.440 pies). Prefiere fondos de arena o escombros en lagunas poco profundas o cerca de arrecifes de coral y rocosos, y también puede entrar en estuarios.

## Biología y ecología

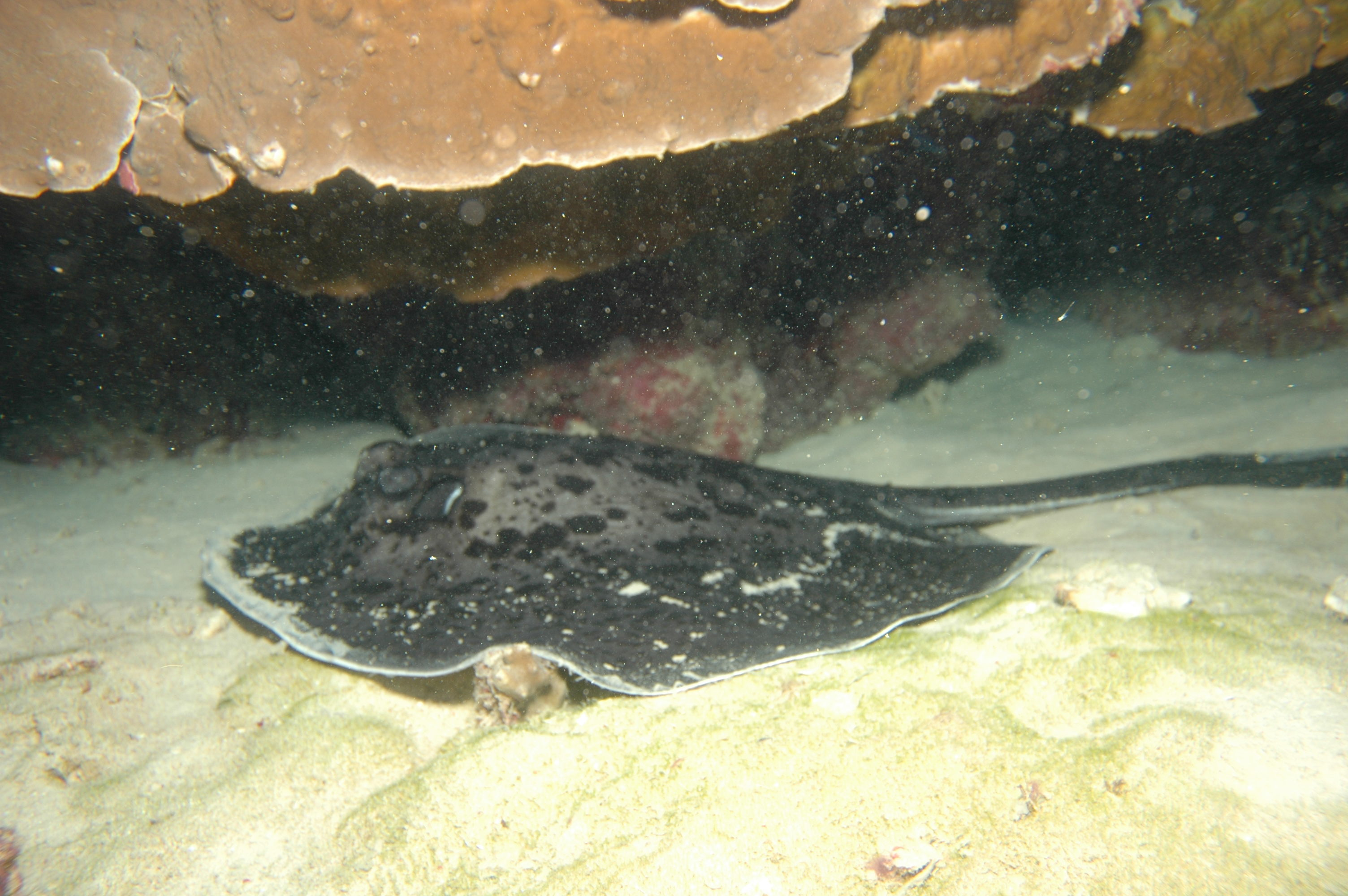
La raya redonda es relativamente inactiva durante el día, descansando a menudo en la arena cerca de las estructuras del arrecife.

La raya redonda tiene hábitos nocturnos y descansa inmóvil durante gran parte del día, a menudo cerca de estructuras verticales, en cuevas o bajo cornisas. Puede ser solitaria o formar grupos pequeños o grandes. Esta raya suele estar a la sombra de uno o más jureles o cobias (Rachycentron canadum); estos peces más pequeños pueden alimentarse de la comida levantada por las actividades de la raya, o utilizar el cuerpo de la raya como cobertura para acercarse a sus propias presas. La raya redonda caza bivalvos, cangrejos, gambas y pequeños peces óseos en el fondo.  Cuando se alimenta, adopta una postura característica en la que presiona el margen de su disco contra el fondo y toma agua a través de sus espiráculos, que sopla por la boca para descubrir presas enterradas en el sedimento.  Esta especie puede ser presa de peces más grandes, como tiburones, y mamíferos marinos. Cuando se siente amenazado, levanta la cola sobre el lomo de modo que la espina dorsal mire hacia delante, y la agita hacia delante y hacia atrás.  Entre los parásitos conocidos de esta especie se encuentran el monogénero Dasybatotrema spinosum, Dendromonocotyle pipinna, Neoentobdella garneri y N. taiwanensis,  y el nematodo Echinocephalus overstreeti.
Se dispone de poca información sobre la historia vital de la raya redonda. Al igual que otras rayas, es vivípara aplacentaria: los embriones no nacidos se alimentan inicialmente de vitelo, que más tarde se complementa con histotrofos («leche uterina», que contiene proteínas, lípidos y moco) producidos por la madre. Se han observado agregaciones reproductivas de cientos de individuos en la Isla del Coco poco después del inicio de La Niña, que trae temperaturas más frías. Durante estos periodos, una sola hembra puede ser perseguida por docenas de machos. Las hembras tienen camadas de hasta siete crías, cada una de las cuales mide 33-35 cm (13-14 in) de ancho y 67 cm (26 in) de largo. Frente a Sudáfrica, el parto puede tener lugar en verano. Los machos alcanzan la madurez sexual con un disco de 1,0-1,1 m (3,3-3,6 ft); se desconoce el tamaño de maduración de las hembras.

## Interacción con los humanos

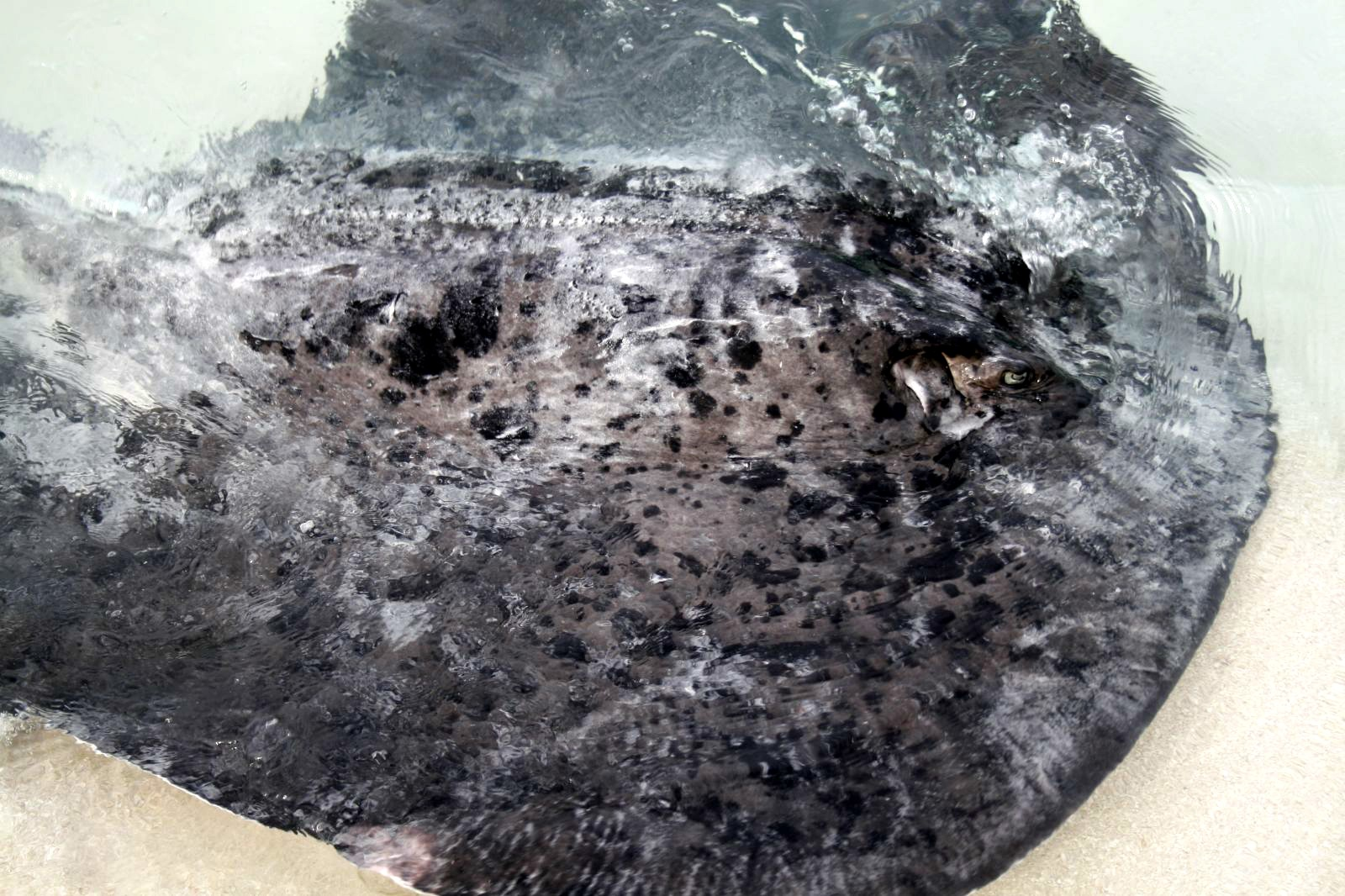
Una raya redonda en las Maldivas, donde es una valiosa atracción ecoturística.

La raya de cola redonda no es agresiva y se sabe que se acerca a los buceadores y los investiga. Sin embargo, si se la acosa puede infligir una herida grave con la espina venenosa de su cola. Esta especie ha sido responsable de al menos una muerte registrada de un buceador que fue apuñalado mientras intentaba montar la raya. La raya redonda es popular entre los buceadores ecoturísticos por su tamaño y espectacular aspecto.
La Unión Internacional para la Conservación de la Naturaleza (UICN) ha clasificado a la raya redonda como Vulnerable. No puede soportar una fuerte presión pesquera debido a su baja tasa de reproducción, y existe una degradación generalizada de su hábitat de arrecifes de coral, incluso por la escorrentía agrícola y las prácticas pesqueras destructivas como la pesca con explosivos. Esta especie es capturada por la pesca comercial y de arrastre en toda su área de distribución. Una región donde está sometida a una fuerte presión es en aguas indonesias, donde tanto ella como otras rayas de gran tamaño son capturadas intencionadamente y de otras formas por redes de enredo, palangreros y arrastreros que faenan frente a Java, Bali, Nueva Guinea y Lombok. Todos los ejemplares desembarcados se llevan al mercado para el consumo humano.
En las costas sudafricanas, los arrastreros de camarones capturan accidentalmente la raya redonda, pero no la utilizan. Debido a su tamaño y fuerza, también es apreciada por los pescadores deportivos, que suelen liberarla ilesa. Sudáfrica establece un límite de capturas recreativas de una raya por especie, persona y día, y no permite la pesca submarina de esta especie. En aguas australianas, esta raya ha sido clasificada como de Preocupación Menor. Aunque es capturada (y descartada) por los arrastreros camaroneros, esta mortalidad se ha reducido gracias a la instalación obligatoria de Dispositivos Excluidores de Tortugas (DET). Además, una parte de su área de distribución en Australia se encuentra dentro del Parque Marino de la Gran Barrera de Coral. Esta especie también ha sido clasificada como de Preocupación Menor en las Maldivas, donde, debido al valor turístico de las rayas, el gobierno ha creado reservas marinas protegidas y ha prohibido la exportación de rayas en 1995 y de pieles de raya en 1996.